# Fazenda Cachoeira Grande
A Fazenda Cachoeira Grande é uma propriedade rural fundada no século XIX, localizada no município de Vassouras, no interior do estado do Rio de Janeiro.

## História
A fundação da fazenda foi possível graças a abertura da Estrada da Polícia que ligava o Rio de Janeiro à Minas Gerais através do caminho para Sacra Família. Em 1820, a propriedade de 1.125 hectares foi dada como dote para Francisco José Teixeira Leite, o futuro Barão de Vassouras, por ter se casado com sua prima, D. Maria Esméria.
Francisco foi o responsável por ter reformado o casarão em formato "T" e por ter plantado cerca de 250.000 cafeeiros que eram mantidos por 147 escravos e 15 crianças.O café foi posteriormente substituído por outros gêneros alimentícios para atender a escassez destes produtos em Vassouras ficando conhecido na época, principalmente o "Arroz de Cachoeira". O local também dispunha de máquinas hidráulicas ligadas na cachoeira que nomeia a propriedade.
No final dos anos 80, a fazenda foi adquirida por Francesco V. Caffarelli, um industrial e colecionador de artes que reformou o imóvel após décadas de abandono. Desde então, o local está aberto para visitação e locação de eventos, casamentos, festas, workshops, concertos e shows além de ofertar hospedagem em uma casa antiga, dentro da fazenda. O local também possui um museu de carros antigos.

## Arquitetura
O casarão construído em estilo colonial possui 7 salões principais sendo um deles, a antiga cozinha da casa com 144m². Foi construído em formato "T" pelo seu fundador, Barão de Vassouras e depois reformado por Francesco Vergara Caffarelli e sua esposa Núbia que contrataram o arquiteto Eloy de Mello, especialista em arquitetura colonial e o engenheiro Jorge A. Joppert.Também foram reinseridos os mobiliário de época, quadros, lustres, cristais e tapeçarias.